# محطة كهرباء البرلس
محطة كهرباء البرلس هي محطة لتوليد الكهرباء بالغاز الطبيعي، تقع على الطريق الساحلي الدولي في محافظة كفر الشيخ. تعتبر من أكبر محطات الكهرباء في الشرق الأوسط. تنتج المحطة 4800 ميجاواط وهو ضعف إنتاج السد العالي،  وهي تنتج نحو 7,5٪من احتياجات مصر من الكهرباء. بلغت تكلفة إنشاء المحطة 2 مليار يورو.
تم توقيع عقد المحطة مع شركة سيمنز الألمانية خلال مؤتمر دعم وتنمية الاقتصاد المصري،  وتم وضع حجر أساس المحطة من قبل عبد الفتاح السيسي في 30 سبتمبر 2015،  وتم افتتاح المرحلة الأولى من المحطة في 2 مارس 2017 وتم افتتاح المحطة بالكامل في 24 يوليو 2018.
تتكون المحطة من 12 وحدة، بينها 8 وحدات غازية، و4 وحدات بخارية، وتتكون كل محطة من 4 موديلات، بكل منها 2 توربين غازي بقدرة 400 ميجاوات، وتوربين بخارى بقدرة 400 ميجاوات يعمل باستخدام عادم الوحدات الغازية، و2 غلاية لاستعادة الطاقة المفقودة.